# Marauder (álbum de Interpol)
Marauder é o sexto álbum da banda de indie rock americana Interpol. Ele foi lançado em 24 de agosto de 2018, através da produtora Matador Records. Ele foi produzido por Dave Fridmann e gravado em seu estúdio, Tarbox Road, em Cassadaga, Nova York de 6 de Dezembro de 2017 até 18 de Abril de 2018.

## Produção
O cantor e guitarrista da banda Interpol, Paul Banks, revelou em uma entrevista para a rádio Beats 1 em Setembro de 2016, que a banda terminaria de escrever as músicas para este álbum no outono de 2016. Eles iniciaram as sessões de ensaio em Outubro. Em Janeiro de 2017, eles anunciaram oficialmente que seu sexto álbum de estúdio seria lançado em 2018 através do selo Matador Records. Eles deram uma pausa nas gravações do álbum no final daquele ano, em preparação para a turnê de aniversário de seu primeiro álbum, Turn on the Bright Lights, lançado em 2002. A turnê durou de Agosto até Outubro de 2017. Eles reiniciaram o trabalho com o álbum após o término da turnê. Em Maio de 2018, foi revelado pela banda que o álbum estava no processo de masterização.

## Divulgação
Durante a turnê de aniversário de álbum Turn on the Bright Lights no final de 2017, a banda incluiu uma música intitulada "Real Life", no encore de seu setlist. Ainda que esta tenha sido a primeira música escrita para o álbum, ela não foi incluída na versão final dele. Em 24 de Maio de 2018, o nome do álbum foi vazado pelo site Pitchfork quando foi acidentalmente incluído na lista "The Pitchfork Guide to New Albums: Summer 2018" (O Guia da Pitchfork para novos álbuns: Verão 2018, em português). O nome do álbum foi posteriormente removido. Em Junho, a banda começou a postar uma série de imagens misteriosas em suas redes sociais. Uma das imagens mostrava um mural com coordenadas impressas nele, com a legenda "maybe it's time" (talvez seja a hora, em português); essas coordenadas levavam a Cidade do México. Eles também postaram uma página RSVP para um evento na Cidade do México que iria ocorrer em 7 de Junho às 9:30 a.m e 11:30 a.m. CDT.